# 王劲修
王劲修（1900年5月24日—1951年5月30日），字健飞，湖南长沙人，中国近代军事将领。
毕业于长沙讲武堂、黄埔军校第一期畢業後任國民革命軍第一軍第一師營政治指導員。，後調入國民革命軍第21師，在1927年5月升任21師第61團團附，同年10月升任為61團團長。在1928年底北伐完成，21師被縮編為國民革命軍第3師第9旅，第61團被更名為第17團，王勁修升任為上校團長。
1929年9月，调升國民革命軍獨立第16旅少将副旅长。1930年10月，獨立第16旅擴編為國民革命軍新編第13師，王勁修擔任新13師副師長兼下轄第1旅旅長。
1931年10月，調職為國民革命軍第10師少將副師長兼下屬第30旅旅長。上級單位為國民革命軍第十四軍，該師在1932年投入豫鄂皖邊區第四次圍剿，紅四方面軍在該戰役中對第10師曾進行強攻，但未能殲滅，但在其資料中誤認擊斃王勁修。
1934年，轉任福建閩江警備司令部司令。在1934年7月曾與中國工農紅軍第七軍團交戰，戰敗。1935年4月升任少將，進入陆军大学正则班第十三期就讀。
陸軍大學畢業後，1937年9月20日，调任國民革命軍第十四軍副军长。参加忻口战役。1938年7月，调任國民革命軍第九十七軍副军长。1941年8月轉任湘鄂贛邊區總指揮部指揮兼鄂南指挥官，1941年12月調任湘鄂贛邊區挺進軍司令，參加第三次長沙會戰，1942年，任重庆警卫军副军长。1943年5月，調任沅陵警備司令兼第九十七軍副軍長。因九十七軍在1945年6月撤裁，在抗戰勝利後王勁修並無部隊職務，進入軍事委員會擔任高級參謀。
1946年4月，擔任中央訓練團將官班中將總隊長。1948年調為國防部戰地視察第六組中將組長（轄區東北）。1949年4月，调任长沙绥靖公署副主任。7月调任湖南省绥靖总司令部副总司令。8月4日，参加程潜、陈明仁的长沙起义，其當時職務為湖南第一兵團第一軍軍長。改編解放軍後仍擔任中國人民解放軍第21兵團副司令兼中國人民解放軍第五十二軍軍長。之后担任湖南省人民政府委员。1951年5月30日在广西桂林因遭到批判而用手槍自杀。